# Segunda División 2018 (vrouwenvoetbal Uruguay)
Het seizoen 2018 van de Segunda División of Primera División B was het tweede seizoen van deze Uruguayaanse vrouwenvoetbalcompetitie op het tweede niveau. Het seizoen liep van 4 maart tot 28 oktober 2018. CA Progreso werd zonder puntverlies winnaar van de competitie.

## Teams
Er namen tien ploegen deel aan de Segunda División tijdens het seizoen 2018. Montevideo Wanderers FC was vorig seizoen uit de Primera División gedegradeerd en drie ploegen deden vorig seizoen ook mee aan deze competitie. Twee van de zes andere ploegen hadden wel al eerder meegespeeld in de Primera División en keerden terug in de competitiestructuur. CA Atenas, CA Boston River, Canadian SC en CA Progreso maakten hun debuut.
Zij kwamen in de plaats voor de gepromoveerde Liverpool FC (kampioen), FC San Jacinto–CA Rentistas (tweede), CS Miramar Misiones en CA Juventud (later aan de Primera División toegevoegd). CSD Huracán Buceo, de rode lantaarn van het voorgaande seizoen, speelde in 2018 niet meer mee.
| Club                    | Stad       | Vorig seizoen |
| ----------------------- | ---------- | ------------- |
| CA Atenas               | San Carlos | Geen deelname |
| CA Bella Vista          | Montevideo | Geen deelname |
| CA Boston River         | Montevideo | Geen deelname |
| Canadian SC             | Montevideo | Geen deelname |
| Danubio FC              | Montevideo | Geen deelname |
| Montevideo Wanderers FC | Montevideo | 7e (1ª)       |
| Club Náutico            | Montevideo | 4e            |
| CA Progreso             | Montevideo | Geen deelname |
| Club Seminario          | Montevideo | 3e            |
| Udelar                  | Montevideo | 7e            |

## Competitie-opzet
De competitie bestond uit twee delen: de Apertura en de Clausura. In de Apertura en de Clausura speelden alle ploegen eenmaal tegen elkaar. De winnaars van de Apertura en de Clausura kwalificeerden zich voor de halve finales van het Campeonato. De winnaar van het totaalklassement (waarin alle wedstrijden werden meegeteld) plaatste zich voor de finale van het Campeonato. De winnaar van die finale werd winnaar van de Segunda División, de verliezer werd tweede. Alle overige clubs werden gerangschikt op basis van het totaalklassement. Indien een ploeg zowel de Apertura als de Clausura won, waren ze automatisch kampioen.

## Apertura
Het Torneo Apertura vormde de eerste helft van het seizoen en werd gespeeld van 4 maart tot 27 mei. Alle ploegen speelden eenmaal tegen elkaar. De ploeg met de meeste punten werd winnaar van de Apertura en plaatste zich voor de halve finale van het Campeonato.
CA Progreso was de sterkste ploeg in de Apertura. Op 22 april (zesde speelronde) wonnen ze met 2–1 van Club Seminario, dit was de enige wedstrijd waarin ze minder dan vier keer scoorden. Een week voor het einde van de Apertura waren ze al zeker van de eerste plek na een 4–0 overwinning op Danubio FC. De strijd om plek twee ging tussen CA Bella Vista en Club Náutico. Na acht wedstrijden deelden ze de tweede plaats, maar Bella Vista won hun afsluitende wedstrijd tegen degradant Montevideo Wanderers FC, terwijl Náutico verloor van Seminario. De laatste plaats was voor nieuwkomer CA Boston River, dat geen overwinning wist te behalen in de Apertura.

### Eindstand Apertura
|     | Club                    | Sp. | W | G | V | Pnt. | DV | DT | DS  |
| --- | ----------------------- | --- | - | - | - | ---- | -- | -- | --- |
| 1.  | CA Progreso             | 9   | 9 | 0 | 0 | 27   | 44 | 6  | +38 |
| 2.  | CA Bella Vista          | 9   | 7 | 0 | 2 | 21   | 30 | 10 | +20 |
| 3.  | Club Náutico            | 9   | 6 | 0 | 3 | 18   | 38 | 11 | +27 |
| 4.  | Canadian SC             | 9   | 5 | 1 | 3 | 16   | 20 | 11 | +9  |
| 5.  | CA Atenas               | 9   | 4 | 2 | 3 | 14   | 21 | 11 | +10 |
| 6.  | Club Seminario          | 9   | 3 | 2 | 4 | 11   | 19 | 17 | +2  |
| 7.  | Danubio FC              | 9   | 3 | 1 | 5 | 10   | 11 | 16 | –5  |
| 8.  | Montevideo Wanderers FC | 9   | 2 | 1 | 6 | 7    | 12 | 37 | –25 |
| 9.  | Udelar                  | 9   | 1 | 1 | 7 | 4    | 6  | 37 | –31 |
| 10. | CA Boston River         | 9   | 0 | 2 | 7 | 2    | 7  | 52 | –45 |

### Legenda
| Kleur | Kwalificatie voor       |
| ----- | ----------------------- |
|       | Halve finale Campeonato |

## Clausura
Het Torneo Clausura vormde de tweede helft van het seizoen en werd gespeeld van 12 augustus tot 21 oktober. Alle ploegen speelden eenmaal tegen elkaar. De ploeg met de meeste punten werd winnaar van de Clausura en plaatste zich voor de halve finale van het Campeonato.
Hoewel CA Progreso in de Clausura minder wedstrijden domineerden (ze wonnen driemaal met slechts een doelpunt verschil) wonnen ze wel net als in de Apertura alle wedstrijden. Na hun zege op Club Seminario in de zesde wedstrijd waren ze verzekerd van de overwinning in het totaalklassement en daardoor ook van promotie naar de Primera División.
Spannender was de strijd om de tweede plaats in het totaalklassement, die ook promotie opleverde. CA Bella Vista had daarvoor de beste papieren, maar door een 1–0 nederlaag tegen CA Atenas in de zevende wedstrijd was het vicekampioenschap nog niet definitief binnen voor de Papales. Het daaropvolgende weekend verzekerden ze zich via een ruime zege op Seminario alsnog van de tweede plek. Op diezelfde dag kroonde Progreso zich definitief tot kampioen door Danubio FC te verslaan. Met deze overwinning verzekerden de Gauchas zich van de winst in de Clausura. Een week later completeerden ze hun perfecte seizoen door ook Udelar te verslaan.
In de eindstand van de Clausura behaalde Atenas de tweede plaats, voor Bella Vista. CA Boston River won hun slotduel van Danubio, dat daardoor de laatste plek in de Clausura overnam van Boston River. In de eindstand eindigde Boston River wel als hekkensluiter.

### Eindstand Clausura
|     | Club                    | Sp. | W | G | V | Pnt. | DV | DT | DS  |
| --- | ----------------------- | --- | - | - | - | ---- | -- | -- | --- |
| 1.  | CA Progreso             | 9   | 9 | 0 | 0 | 27   | 38 | 2  | +36 |
| 2.  | CA Atenas               | 9   | 7 | 1 | 1 | 22   | 25 | 8  | +17 |
| 3.  | CA Bella Vista          | 9   | 6 | 1 | 2 | 19   | 30 | 7  | +23 |
| 4.  | Club Náutico            | 9   | 5 | 2 | 2 | 17   | 21 | 10 | +11 |
| 5.  | Canadian SC             | 9   | 5 | 1 | 3 | 16   | 15 | 12 | +3  |
| 6.  | Montevideo Wanderers FC | 9   | 3 | 0 | 6 | 9    | 16 | 24 | –8  |
| 7.  | Club Seminario          | 9   | 2 | 0 | 7 | 6    | 16 | 31 | –15 |
| 8.  | Udelar                  | 9   | 2 | 0 | 7 | 6    | 6  | 21 | –15 |
| 9.  | CA Boston River         | 9   | 2 | 0 | 7 | 6    | 6  | 47 | –41 |
| 10. | Danubio FC              | 9   | 1 | 1 | 7 | 4    | 11 | 22 | –11 |

### Legenda
| Kleur | Kwalificatie voor       |
| ----- | ----------------------- |
|       | Halve finale Campeonato |

## Totaalstand
De ploeg met de meeste punten in de totaalstand - de optelling van de Apertura en de Clausura - plaatste zich voor de finale van het Campeonato. Indien er twee ploegen gelijk eindigden met de meeste punten, dan zouden ze beslissingswedstrijden spelen.
Omdat CA Progreso zowel de Apertura als de Clausura had gewonnen waren ze ook eerste in de totaalstand. De Gauchas waren hierdoor ook automatisch kampioen van de Segunda División geworden en promoveerden voor het eerst naar de Primera División. CA Bella Vista eindigde als tweede en promoveerde ook. Zij hadden in 2015 voor het laatst meegespeeld op het hoogste niveau.

### Eindstand
|     | Club                    | Sp. | W  | G | V  | Pnt. | DV | DT | DS  |
| --- | ----------------------- | --- | -- | - | -- | ---- | -- | -- | --- |
| 1.  | CA Progreso             | 18  | 18 | 0 | 0  | 54   | 82 | 8  | +74 |
| 2.  | CA Bella Vista          | 18  | 13 | 1 | 4  | 50   | 60 | 17 | +43 |
| 3.  | CA Atenas               | 18  | 11 | 3 | 4  | 36   | 46 | 19 | +27 |
| 4.  | Club Náutico            | 18  | 11 | 2 | 5  | 35   | 59 | 21 | +38 |
| 5.  | Canadian SC             | 18  | 10 | 2 | 6  | 32   | 35 | 23 | +12 |
| 6.  | Club Seminario          | 18  | 5  | 2 | 11 | 17   | 35 | 48 | –13 |
| 7.  | Montevideo Wanderers FC | 18  | 5  | 1 | 12 | 16   | 28 | 61 | –33 |
| 8.  | Danubio FC              | 18  | 4  | 2 | 12 | 14   | 22 | 38 | –16 |
| 9.  | Udelar                  | 18  | 3  | 1 | 14 | 10   | 12 | 58 | –46 |
| 10. | CA Boston River         | 18  | 2  | 2 | 14 | 8    | 13 | 99 | –86 |

### Legenda
| Kleur | Kwalificatie voor                      |
| ----- | -------------------------------------- |
|       | Promotie naar de Primera División 2019 |

#### Topscorers
Melisa Molina (CA Progreso) en Ximena Saavedra (CA Bella Vista) deelden de topscorerstitel met elk 36 doelpunten.
| №  | Speelster           | Club(s)        | Goals |
| -- | ------------------- | -------------- | ----- |
| 1. | Melisa Molina       | CA Progreso    | 36    |
| 1. | Ximena Saavedra     | CA Bella Vista | 36    |
| 3. | Carolina dos Santos | Club Náutico   | 32    |

## Campeonato
Het Campeonato bepaalde de winnaar van de Segunda División 2018. De winnaars van de Apertura (CA Progreso) en de Clausura (Progreso) zouden in de halve finale het tegen elkaar opnemen en de winnaar daarvan zou zich kwalificeren voor de finale, waarin ze zouden spelen tegen de nummer een van de totaalstand (Progreso). De halve finale zou worden gespeeld over één wedstrijd, de finale zou over twee wedstrijden worden beslist.
Omdat Progreso de Apertura en de Clausura won, waren ze automatisch kampioen en hoefde het Campeonato niet gespeeld te worden.

### Fairplayklassement
Het fairplayklassement werd gewonnen door Udelar.
1997 · 1998 · 1999 · 2000 · 2001 · 2002 · 2003 · 2004 · 2005 · 2006 · 2007 · 2008 · 2009 · 2010 · 2011 · 2012 · 2013 · 2014 · 2015 · 2016 · 2017 · 2018 · 2019 · 2020 · 2021